# Міжрічинський регіональний ландшафтний парк
Міжрі́чинський регіона́льний ландша́фтний парк — найбільший регіональний ландшафтний парк в Україні. Розташований у південно-західній частині Чернігівської області, в Козелецькому та Чернігівському районах.
Площа парку 102 472,95 га. Створений у 2002 році. Розташований у межиріччі Дніпра й Десни, звідки й отримав назву. Східна межа парку проходить по Десні, південна й західна — по межі Чернігівської області. В межах Козелецького району вона представлена переважно лісовим масивом на піщаній боровій терасі, частково — акваторією Київського водосховища, сільгоспугіддями, болотами, пісками. Загальна протяжність меж РЛП «Міжрічинський» становить близько 240 км. 
Центральна садиба розташована в селі Отрохи Козелецького району. 
Територія парку є унікальною і за своїми природними особливостями, і за господарським використанням, яке має загальнодержавне значення: річка Десна — у питному водопостачанні, водосховище — у гідроенергетиці, ліси — в деревообробній промисловості. На території РЛП розташовані два військові полігони, на яких також проводиться лісогосподарська й мисливсько-господарська діяльність.

## Фізико-географічне районування
Відповідно до фізико-географічного районування, територія належить до Дніпровсько-Деснянського фізико-географічного району області Чернігівського Полісся зони мішаних лісів (Маринич, Шищенко, 2003).

## Геологія
В орографічному відношенні Чернігівське Полісся являє собою північно-західну частину Придніпровської низовини. Поверхня території парку низовинна, подекуди вирівняно-хвиляста. Він розташований у межах Дніпровсько-Донецької западини, заповненої товщею осадових морських, лагунних, континентальних відкладів палеозою і кайнозою. В геоморфологічному відношенні регіон являє собою низинну моренно-зандрову рівнину, розчленовану на декілька ділянок сучасними долинами Дніпра та Десни. Заплави цих річок — це сегментно-гривисті, паралельно-гривисті та плескаті алювіальні рівнини. Рельєф переважно низинний, генетично акумулятивний. У рельєфі території виділяються численні старичні озера і болота, заболочені ділянки, невеликі улоговини.

## Гідрологія
Головними водними артеріями є річки Дніпро та Десна з невеликими притоками. На півночі парку розташовані невеликі притоки Дніпра. Його західна частина прилягає до Київського водосховища.
Характерною особливістю району є наявність заболочених ділянок у заплавах, численних рукавів, проток, стариць, озер, блюдцеподібних западин. «Блюдця» — це замкнуті зниження овальної форми, які заповнюються весною повеневими водами. Окремі «блюдця» являють собою невеликі озера. Озера в заплавах трапляються переважно в старих руслах, старицях та рукавах.
Невелике Святе озеро розташоване на захід від села Короп'є, а Чистий Круг та Бобків Круг — на північний схід від урочища Старо-Моровська Гута.

## Клімат
Кліматичні умови Міжрічинського парку, як і в цілому на Чернігівському Поліссі, характеризуються, в порівнянні з фізико-географічними областями Правобережного Полісся, більш низькими температурами взимку, більшою тривалістю періоду зі сніжним покривом.
Середня температура січня коливається від −6,5 °C до −7 °C. Середня температура липня становить 19-19,5 °C. Середня річна температура 6-6,5 °C. Абсолютний максимум температур для даної території досягає 39 °C, а абсолютний мінімум становить 35 °C. Тривалість безморозного періоду становить 150—175 днів.
Середня кількість опадів становить 500—610 мм. Максимум опадів для цього району спостерігається в липні — 70-85 мм, мінімум — в лютому (до 30 мм). Перехід середньої добової температури повітря через 5°С відмічається навесні 9 квітня і восени 27 жовтня. Коефіцієнт зволоження, за В. П. Поповим, становить 1,8-2,0.

## Ландшафти
Територія розташована в природно-кліматичній зоні Українського Полісся в межах алювіально-зандрового ландшафту межиріччя Дніпра та Десни. Цей ландшафт представлений 7 типами місцевостей, відокремленість яких значною мірою пов'язана з різнобічністю четвертинних відкладень.
Перелік найхарактерніших урочищ, що об'єднуються у місцевості:
1) Моренно-зандрова слабо хвиляста рівнина правобережжя Десни займає 5,8 тис. га (9 % загальної площі парку). Ця місцевість характеризується близьким заляганням морени, виходами її на поверхню майже суцільним пасмом вздовж правого берега Десни: на півночі — широкою до 10 км, на півдні — до 2-3 км. Майже вся площа місцевості тривалий час інтенсивно використовувалася, переважно як сільгоспугіддя, що виникли внаслідок зведення лісів у минулому. В межах даної місцевості домінують слабо хвилясті ділянки з легкосуглинковими дерновими та важко-супіщаними ґрунтами, серед яких трапляються заболочені урочища з торф'яними ґрунтами. Ґрунти урочищ, які утворюються на морені або на ділянках з близьким (орієнтовно до 1 м) її заляганням, відрізняються важким механічним складом, досить високою родючістю, а, отже, і багатим видовим складом рослинності у корінних угрупованнях, що збереглися. Сільське господарство тут спеціалізується на вирощуванні картоплі і зернових.

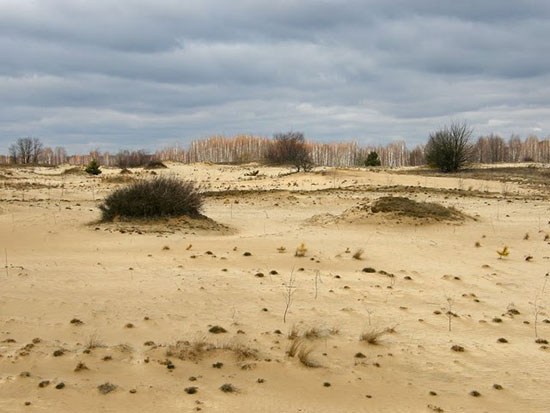
РЛП «Міжрічинський», піщаний ландшафт

2) Піщана борова терасна рівнина займає 27,6 тис. га (43 % території парку). Тут домінують рівнинні урочища з супісковими ґрунтами і дубово-сосновими лісами. Найбільш суттєвим природним компонентом, який потребує охорони в умовах басейну Дніпра, зокрема в цій місцевості, є ліси. В межах місцевості статус ландшафтного заказника місцевого значення має Сорокошицький лісовий масив площею 931 га.
3) Прохідні долини колишніх річок займають 9,0 тис. га (14 % загальної площі парку) Урочища цієї місцевості відіграють велику роль: вільшняки і змішані ліси на заболочених ділянках з торф'янистими ґрунтами є кормовою базою диких тварин, акумуляторами вологи. Значна частина площі цієї місцевості була осушена і переведена до категорії сільгоспугідь (переважна частина болота Видра). На сьогоднішній день природні комплекси місцевості прохідних долин найбільш повно репрезентує гідрологічний заказник місцевого значення «Бондарівське болото» площею 1300 га.

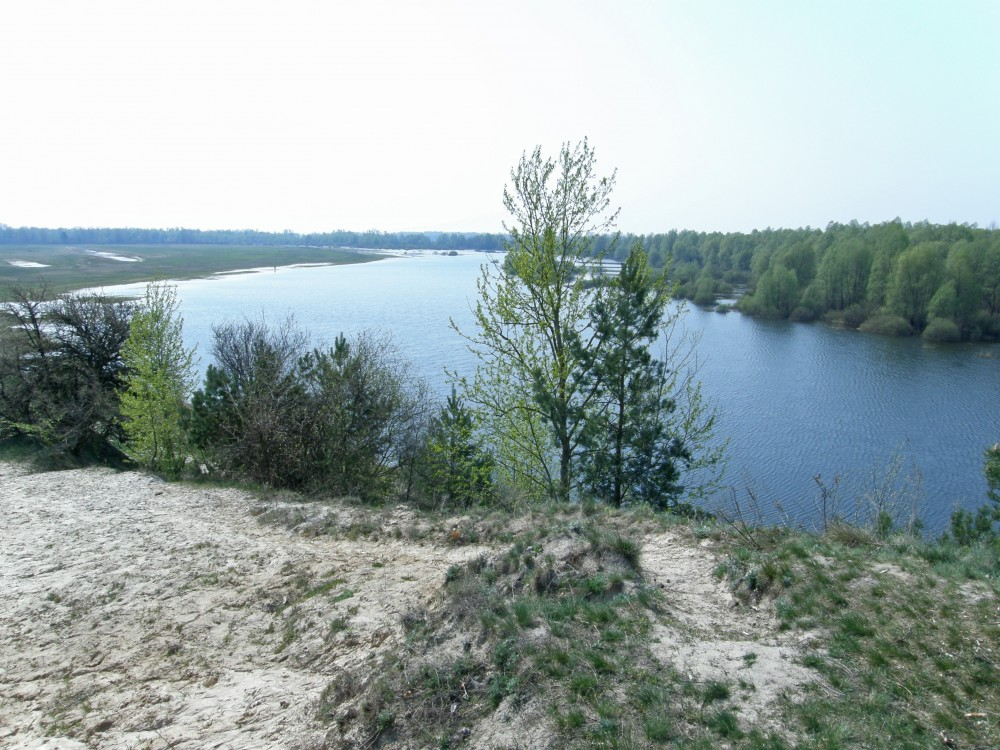
РЛП «Міжрічинський», Стара Десна біля села Морівськ

4) Заплава Десни займає 6,5 тис. га (10 % площі парку). Характерною відзнакою деснянської заплави як невід'ємної частки цієї річкової екосистеми є її збереженість і виняткова природоохоронна роль, спрямована, насамперед, на збереження як кількості, так і якості води, в першу чергу питної.
Екологічна мозаїка урочищ із заплавними лісами, луками, старичними озерами, руслом річки і піщаними пляжами створюють вражаючі краєвиди і є багатим рекреаційним ресурсом парку.
5) Заплава Дніпра в межах парку збереглась на площі 1,2 тис. га (2 % площі парку). Тут, у вигляді островів, мають місце і фрагменти піщаної борової тераси, найвищі з яких мають назву «гір» (Оливина, Хмелацька). Дніпровська заплава зайнята луками, старичними озерами і осоковими заплавними болотами; вона тісно пов'язана гідрологічним режимом з Київським водосховищем, тож утримання її в належному санітарному стані, запобігання перевипасання худоби і розорювання має бути під контролем адміністрації парку.
6) Заплава Дніпра, періодично затоплювана Київським водосховищем (екотонна зона), займає 6,4 тис. га (10 % загальної площі парку). Ця водна екосистема з великими і малими островами, чергуванням глибоководь і мілководь, відкритими піщаними косами, значними масивами повітряно-водної, плаваючої та зануреної водної рослинності формує високе різноманіття біотопів як реофільної, так і лімнофільної флори та фауни. Дана місцевість є місцем нересту риб, тут під час перельотів зупиняються водно-болотні птахи для відпочинку і годування.
7) Київське водосховище (затоплена заплава Дніпра) в межах парку займає 7500 га (12 % загальної площі парку). Екологічний стан водосховища у значній мірі визначається коливанням рівнів води, внаслідок функціонування Київської ГЕС. Нестабільність рівневого режиму, особливо у певні періоди року, є дуже важливим фактором, що призводить до деградації водних екосистем, особливо їх біологічних компонентів.

## Рослинність
У рослинному покриві території парку переважає лісова рослинність, яка розміщується на терасах Дніпра та Десни, а також на межиріччі цих річок; значні площі займає лучна рослинність. Характерними для цього регіону є болотна, прибережно-водна і водна рослинність. Незначні площі на піщаних підвищеннях прируслових ділянок річок і на межиріччі займає псамофітна рослинність (Прядко, 2004).

### Лісова рослинність
Характеризується різноманітним ценотичним складом. У південній частині парку переважають різновікові соснові ліси, багато молодих культур; це одноманітні за флористичним складом рідкотравні соснові насадження. У центральній та північній частинах парку лісова рослинність значно різноманітніша — тут збереглись старіші та флористично багаті соснові ліси, на багатших ґрунтах розміщуються дубово-соснові мішані ліси, окремими ділянками трапляються дубові та дубово-грабові ліси (Гальченко Н. П., Прядко О. І., 2003).
Найбільш поширеними в парку є соснові ліси зеленомохові. Найбільш збережені природні ділянки цих лісів поширені в центральній та північній частинах парку, значні площі трапляються на терасі Дніпра, невеликі плями збереглись в південній частині парку. Це — пристигаючи ліси, де сосна досягає віку 70-80 років, зімкненістю 0,7. Ярус підліску в них майже не виявлений, поодиноко зростають горобина звичайна, а на зниженнях — крушина ламка. Покриття зелених мохів в цих лісах становить 70-80 % з переважанням плевроція Шребера. У розрідженому трав'яному покриві переважають типові для цих лісів бореальні види: тут відмічені плаун булавоподібний, ортилія однобока, грушанка круглолиста (Pyrola rotundifolia L.), рідше — зимолюбка зонтична. Тут зростають такі рідкісні види як скорзонера низька (Scorzonera humilis L.) і волошка сумська, а також рідкісний вид — зелениця сплюснута, що занесений до Червоної книги України. На більш освітлених і відкритих ділянках цих лісів виявлені такі рідкісні види як сон лучний, занесений до Червоної книги України і сон розкритий, який охороняється Бернською конвенцією.
Також є значне поширення на території парку соснових лісів чорницево-зеленомохових та чорницевих, які, в цілому, є мало поширеними в цьому геоботанічному районі. У межах парку ці типи лісів трапляються у його центральній та північній частинах, де займають плескаті зниження на терасах і на межиріччі. Вони характеризуються добре розвиненим ярусом сосни з домішкою берези та поодиноко дуба у деревостані; підлісок утворює крушина ламка, поодиноко трапляються ліщина звичайна і горобина звичайна. Проективне покриття травостою тут становить 60 %, домінує в ньому чорниця, а флористичне ядро утворюють такі бореальні види, як брусниця звичайна, костяниця, одинарник європейський, веснівка дволиста, ожика волосиста (Luzula pilosa), орляк і молінія голуба. У масивах цих соснових лісів відмічені фрагменти угруповань плауна колючого, який занесений до Червоної книги України.
Соснові ліси лишайникові в межах парку трапляються фрагментарно на межиріччі, а також на островах Київського водосховища, із частково лишайниковим покриттям (лишайники роду кладонія). Тут відмічені такі види, як мучниця звичайна (куртини 5х10 м), поодиноко трапляється смілка литовська, занесена до Червоної книги України.
На межиріччі в північній частині парку, на ділянках з більш багатими ґрунтами, на доволі значній площі розміщуються соснові ліси з дубом в ярусі підліску: це — високопродуктивні соснові насадження з конвалією травневою у трав'яному покриві. Менші площі тут займають дубово-соснові ліси (з дубом у II ярусі) орляково-куничникові з куничником тростиноподібним і добре розвиненим покривом із зелених мохів: це — флористично багаті ліси, основу флористичного ядра в них створюють бореальні види; неморальні види тут теж добре представлені і серед них є чимало малопоширених та рідкісних (лілія лісова, смовдь оленяча (Peucedanum cervaria (L.) Lapeyr.), медунка вузьколиста, дзвоники персиколисті, а на більш освітлених ділянках — шавлія лучна.
Флористично багаті мішані ліси хоча і не займають значних площ, проте в цілому є характерними для даної території. Вони займають тут два рівня: перший — плескаті місця межиріччя з багатими ґрунтами (наприклад, в урочищах Кошки та Панське); другий — більш низький, на краю болотних вільшняків.
Ліси першого рівня є похідними від сосново-дубових лісів і характеризуються мішаним деревостаном із сосни, осики, берези та дубу, які розташовані практично в одному ярусі, створюючи зімкненість 0,7; в ярусі підліску зростає ліщина, горобина і бузина чорна, місцями спостерігається густий підріст клена звичайного. У трав'яному покриві бореальні види (костяниця, грушанка круглолиста, щитник шартський (Dryopteris carthusiana (Vill.) H. P. Fuchs), веснівка дволиста та інші) поєднуються з цілою низкою неморальних видів (перлівка поникла, перстач білий (Potentilla alba L.), буквиця лікарська, а також медунка вузьколиста, яка охороняється в області). Місцями тут у значній кількості трапляються такі червонокнижні види, як лілія лісова, а із орхідних — зозулині сльози яйцеподібні і любка дволиста.
Мішані ліси на більш знижених елементах рельєфу характеризуються іншим складом деревостану — його утворюють дуб, ясен звичайний, береза, осика і вільха чорна, а в розрідженому підліску зростає ліщина та поодиноко черемха звичайна. Флористичне ядро в цих лісах утворюють переважно неморальні види — зірочник лісовий, який часто домінує, копитняк європейський, чистець лісовий, зеленчук жовтий, просянка розлога, чина весняна, яглиця звичайна, медунка темна тощо.
У подібних же умовах відмічені ділянки мішаних лісів з домінуванням граба, в трав'яному покриві яких переважає зірочник ланцетовидний і місцями осока волосиста. Чистих дубово-грабових лісів в парку немає.
Різноманіття лісової рослинності доповнюють невеликі ділянки дубових лісів, що збереглись в Сорокошицькому лісництві і зростають смугами на схилах у долині невеликої річки Суха Міша. Ці угруповання дубових лісів ліщиново-конвалієвих, є характерними для Українського Полісся.

### Лучна рослинність

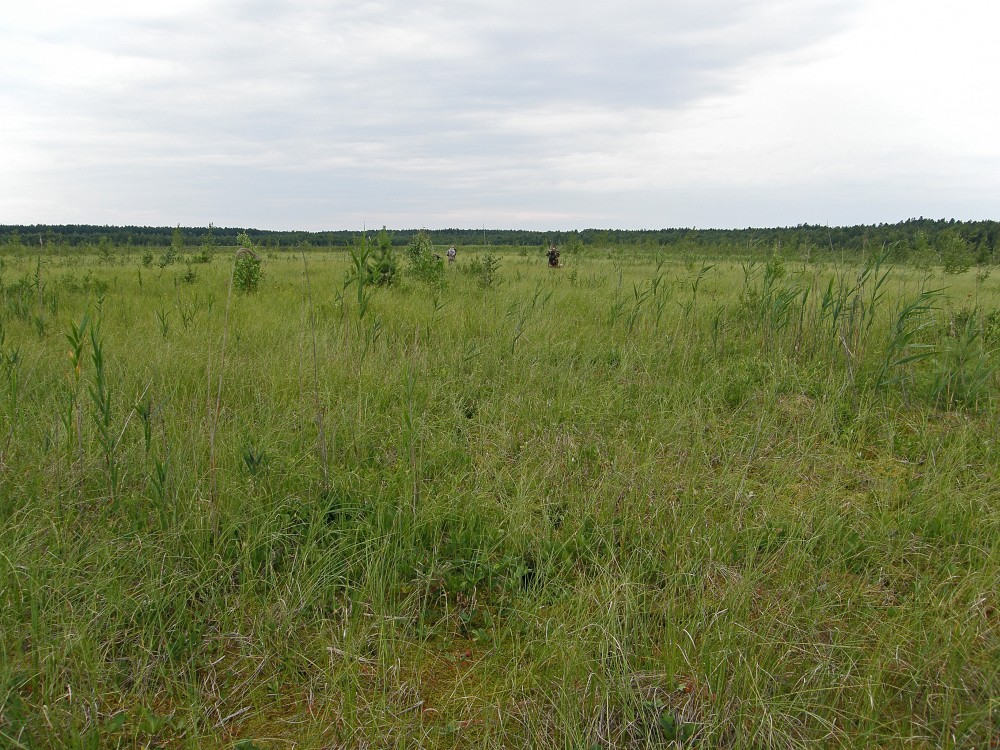
РЛП «Міжрічинський», луки

Лучна рослинність зосереджена в основному на заплаві Десни. Найбільш збережені справжні луки, які є досить різноманітними за ценотичним складом: тут поширені угруповання костриці лучної, тонконогу лучного , стоколосу безостого, пирію повзучого, польовиці велетенської, китника лучного, а на підвищених елементах рельєфу — куничника наземного.
У комплексі зі справжніми луками досить поширеними тут є болотисті луки, представлені угрупованнями осоки гострої, лепешняку великого, бекманії звичайної. Торф'янисті луки трапляються лише фрагментами у комплексі з болотистими і представлені угрупованнями щучника дернистого, місцями зі співдомінуванням дрібних осоки чорної та осоки просоподібної.
Деснянські луки в цілому менш обводнені, порівняно з дніпровськими, і характеризуються багатим флористичним складом — розмаїте різнотрав'я розквітчує злаковий травостій. Крім типових лучних і лучно-болотних видів деснянських лук тут виявлені місцезростання зозулинцю болотного та півників сибірських, занесених до Червоної книги України. Виявлено тут і місцезростання реліктової папороті — вужачки звичайної, вона відмічена на справжніх луках в прирусловій частині Десни.

### Болотна рослинність

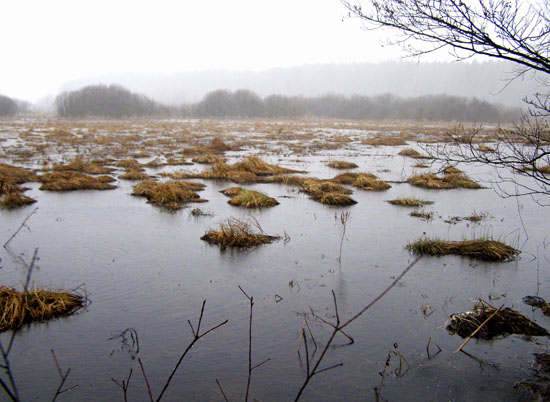
Бондарівське болото

Для території парку характерним є переважання низинних (евтрофних) боліт — лісових і трав'яних.
Лісові болота на даній території трапляються спорадично і представлені чорновільшняками, що розміщуються в притерасних частинах або невеликими смугами навколо низинних боліт в центральній частині парку. Переважають чорновільшняки кропивні, які характеризуються добре розвиненим деревним ярусом і одноманітним трав'яним покривом, без диференціації на зниження і підвищення біля стовбурів. В ярусі підліску, часто розрідженому, склад порід доволі різноманітний: тут зростають бруслина європейська, малина, ожина звичайна (Rubus caesius L.), бузина чорна, місцями — ліщина звичайна. У травостої, крім домінанти, значну домішку утворюють такі види, як безщитник жіночий (Athyrium filix-femina (L.) Roth), а також місцями розрив-трава дрібноквіткова (Impatiens parviflora DC.) та розрив-трава звичайна (Impatiens noli-tangere L.), постійними компонентами є гідрофільні болотні види — осока гостроподібна (Carex acutiformis Ehrh.), півники болотні, гравілат річковий (Geum rivale L.), гадючник в'язолистий. Відмічені в парку і ділянки вільшняків з папороттю болотною (Thelypteris palustris Schott).
Характерними для цієї території є відкриті осокові болота, які раніше були поширені на болотному масиві Видра. Нині ж цей масив практично осушений і трансформований, збережені ділянки розташовані лише в його північній частині (на північ від с. Сорокошичі). Тут збереглись осоково-гіпнові болотні угруповання з осокою ситничкоподібною (вілюйською) (Carex juncella (Fr.) Th. Fr.), які є рідкісними для Українського Полісся і розташовані тут на південно-західній межі поширення. Саме в цих ценозах була виявлена береза низька (Betula humilis Schrank) — льодовиковий релікт, рідкісний вид, занесений до Червоної книги України. Тут відзначені також значні популяції болотної орхідеї — пальчатокорінника м'ясочервоного (Dactylorhiza incarnata (L.) Soó), також занесеної до Червоної книги України. Найбільші площі осокових боліт представлені на Бондарівському болоті, яке займає широке старорічище, спрямоване до р. Десна. Тут переважають обводнені осокові угруповання з осокою високою (Carex elata All.), відмічені угруповання осоки здутої (Carex rostrata Stokes), осоки гострої (Carex acuta L.) та рідше — осоки двотичинкової (Carex diandra Schrank).
Поширеними на болотних масивах є і чагарникові болота з переважанням верби попелястої, хоча тут відмічені й інші види верб — тритичинкова (Salix triandra L.), розмаринолиста (Salix rosmarinifolia L.), а також мирзинолиста (Salix myrsinifolia Salisb.), яка є льодовиковим реліктом.
Болотні і лучно-болотні екосистеми парку зберігають цілу низку орхідних. Велику популяцію тут утворюють пальчатокорінник м'ясочервоний (Dactylorhiza incarnata (L.) Soó), меншу — травневий (Dactylorhiza majalis (Reichenb.) P.F.Hunt et Summerhayes). У межах парку лише на Бондарівському болотному масиві виявлена рідкісна болотна орхідея — коручка болотна, а грейдери є місцем зростання найбільшої кількості видів орхідей — як лучно-болотних, так і лісових (любка дволиста і зозулині сльози яйцеподібні (Listera ovata (L.) R.Br.)).
Мезотрофні болота, які взагалі є малопоширеними на Лівобережжі Дніпра, в межах парку відмічені на терасі Десни і в межиріччі Дніпра та Десни — це так звані «болота-блюдця». Одне з боліт такого типу утворилось в озерній улоговині біля озера Святе: тут наявні болотні угруповання різного ступеня розвитку — від тих, що лише вступають в стадію переходового болота, до тих, що майже досягли верхової (олігорофної) стадії з домінуванням в трав'яному покриві пухівки піхвової. На мезотрофних болотах парку переважають угруповання осоки пухнатоплодої (Carex lasiocarpa Ehrh.) та осоки здутої (Carex rostrata Stokes), куничника сіруватого (Calamagrostis canescens (Weber) Roth), очерету звичайного (Phragmites australis (Cav.) Trin. ex Steud.) на сфагновому покриві.

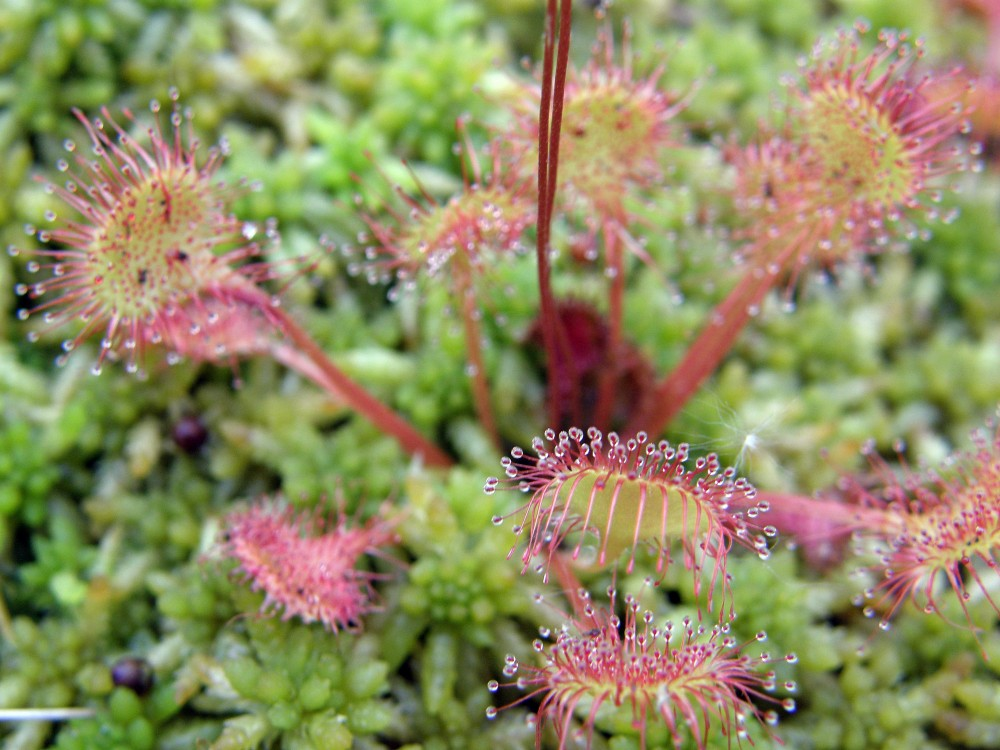
Комахоїдна рослина росичка зростає у важкодоступних місцях на болотах

Рослинний комплекс Зозулиного болота має комплексний характер: підвищення займають оліготрофні ценози, а зниження між ними мають характер мочажин, в яких розміщуються угруповання шейхцерії болотної (Scheuchzeria palustris L.) зі співдомінуванням осоки багнової (Carex limosa L.), які занесені до Зеленої книги України — це рідкісне для цього регіону явище. На сфагнових болотах зростає ряд видів, характерних лише для цих екотопів — росичка середня (Drosera intermedia Hayne), яка занесена до Червоної книги України, андромеда багатолиста (Andromeda polifolia L.), журавлина болотна (Oxycoccus palustris (Vaccinium oxycoccus L.), образки болотні тощо.

### Водна та прибережно-водна рослинність

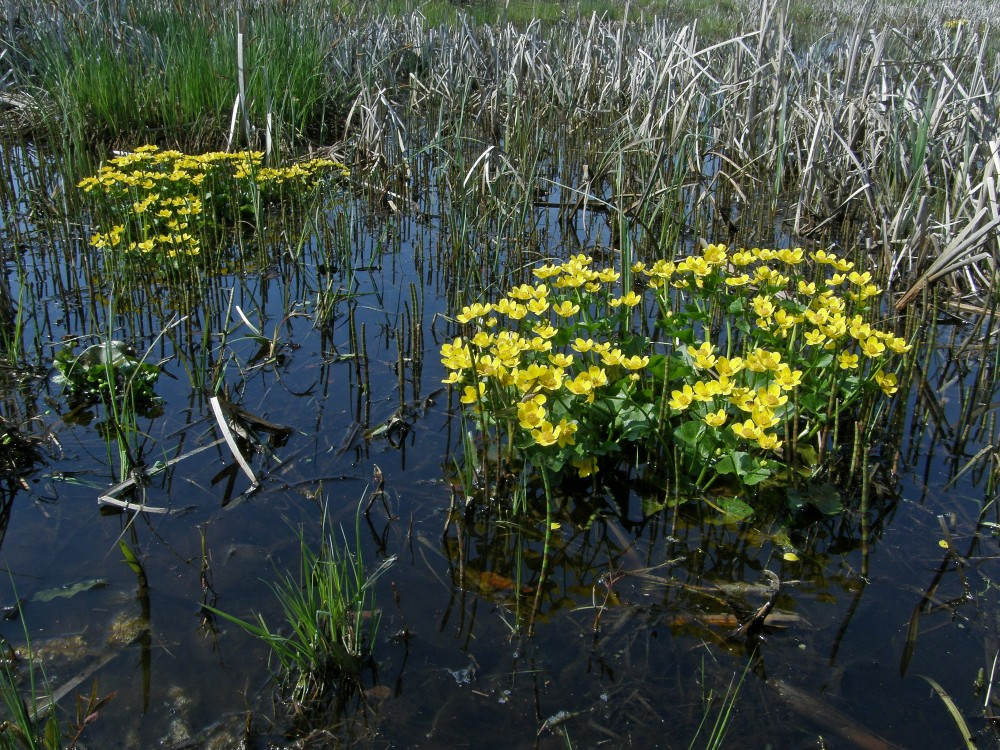
Калюжниця болотна росте на мілководдях.

Ця рослинність є характерною для парка. Основні площі вона займає в заплаві р. Десни, де зосереджена в чисельних староруслових водоймах та в руслі Десни, менші площі та характеризується іншим ценотичним складом водна і прибережно-водна рослинність займає території вздовж Київського водосховища. Доповнюють різноманіття цих типів невеликі водойми, що розміщуються на межиріччі Дніпро-Десна.
Річка Десна в межах проектованого парку характеризується широкою заплавою, в якій наявні значні за площею «стариці», місцями майже повністю зарослі водною рослинністю. Своєрідного характеру набуває ценотичне різноманіття деснянських водойм, значне поширення тут мають угруповання лататтєвих.
Основні площі водна рослинність займає в таких стариках, як «Соколівський» «Колодниця», що розташовані в північно-східній частині парку навпроти с. Соколівка. Так в Соколівському «старику» основні площі займають угруповання глечиків жовтих (Nuphareta luteae), проективне покриття домінантав цих ценозах становить 60 %, поодиноко зростає латаття сніжно-біле (Nymphaea candida J.et C. Presl). Серед занурених у воду рослин угруповання утворює кушир підводний (Ceratophyllum submersum L.). Характерними є ценози, в яких глечики жовті содомінантом з лататтям сніжно-білим, співвідношення покриття яких є 40 % і 20 %.
У комплексі з цими угрупованнями розміщуються ценози латаття білого (Nymphaea alba L.), які в деяких стариках, як «Колодниця» є переважаючими. Характерними в цих водоймах є угруповання водяного різака алоєвидного. Місцями це монодомінантні ценози з окремими вкраплення німфейних. Серед водних поодиноко в цих ценозах зростає спіроделла багатокорінева (Spirodela polyrrhiza (L.) Schleid.).
У більш південній частині деснянської заплави (неподалік с. Короп'є) у заплавних озерах-стариках ці угруповання трапляються в меншій кількості, вони розміщуються, як правило в прибережних смугах, а центральна водна поверхня відкрита. В одному із таких ставків — це Біле Коропське, в складі німфейних угруповань, виявлена сальвінія плаваюча, занесена до Червоної книги України, поодиноко зростає жабурник звичайний (Hydrocharis morsus-ranae L.), окремі куртини у прибережних смугах утворює водяний різак алоєвидний (Stratiotes aloides L.), а місцями в окремих водоймах останній займає значні площі.
Водні угруповання Деснянської частини насамперед німфейні. Крім того, що вони надають надзвичайної мальовничості своїми декоративними властивостями, вони є чутливими до гідрологічного режиму та стану забруднення і швидко скорочують своє поширення, вони охороняються державою і занесені до Зеленої книги України (2009).
Дніпровська заплава парку має свої особливості. Перш за все, це край Київського водосховища і водна рослинність має тут свою специфіку. По краю водосховища трапляються угруповання рдесників. Угруповання утворює рдесник блискучий (Potamogeton lucens L.), рдесник гребінчастий (Potamogeton pectinatus L.) та рдесник Берхтольда (Potamogeton bercholdii Fieber). Трапляються угруповання елодеї канадської (Elodea canadensis Michx.). Угруповання німфейних трапляються тут окремими плямами. Характерними вздовж водосховища є угруповання водяного горіха плаваючого, занесеного до Червоної книги України, основні площі цих угруповань розташовані в північній частині парку неподалік від с. Сорокощичі. Угруповання сальвінії плаваючої трапляються окремими ділянками і не утворюють щільних заростей.
Доповнюють різноманіття водної рослинності парку угруповання плавушника болотного (Hottonia palustris L.), які поширені у водоймах межиріччя, в обводнених частинах чорно вільшняків, в окремих водоймах біля Бондарівського болотного масиву, тощо.
Прибережно-водна рослинність також має свої відмінності у деснянської заплави смуги утворює лепешняк великий (Glyceria maxima (C.Hartm.) Holub), куга озерна (Schoenoplectus lacustris (L.) Palla), прибережних смугах водойм місцями трапляються угруповання стрілолиста звичайного (Sagittaria sagittifolia L.), поодиноко зростає сусак зонтичний, вех широколистий (Sium latifolium L.), частуха подорожникова (Alisma plantago-aquatica L.). Місцями відмічені ценози ситняга болотного (Eleocharis palustris (L.) Roem. et Schult.). Лише місцями біля водойм смуги прибережно-водної рослинності утворює рогіз широколистий, характерними видами є алтея лікарська та деякі інші.
Вздовж Київського водосховища прибережно-водну рослинність формують переважно ценози рогозу вузьколистого, менше очерету звичайного, співдомінантом в яких виступає осока гостра.

## Тваринний світ

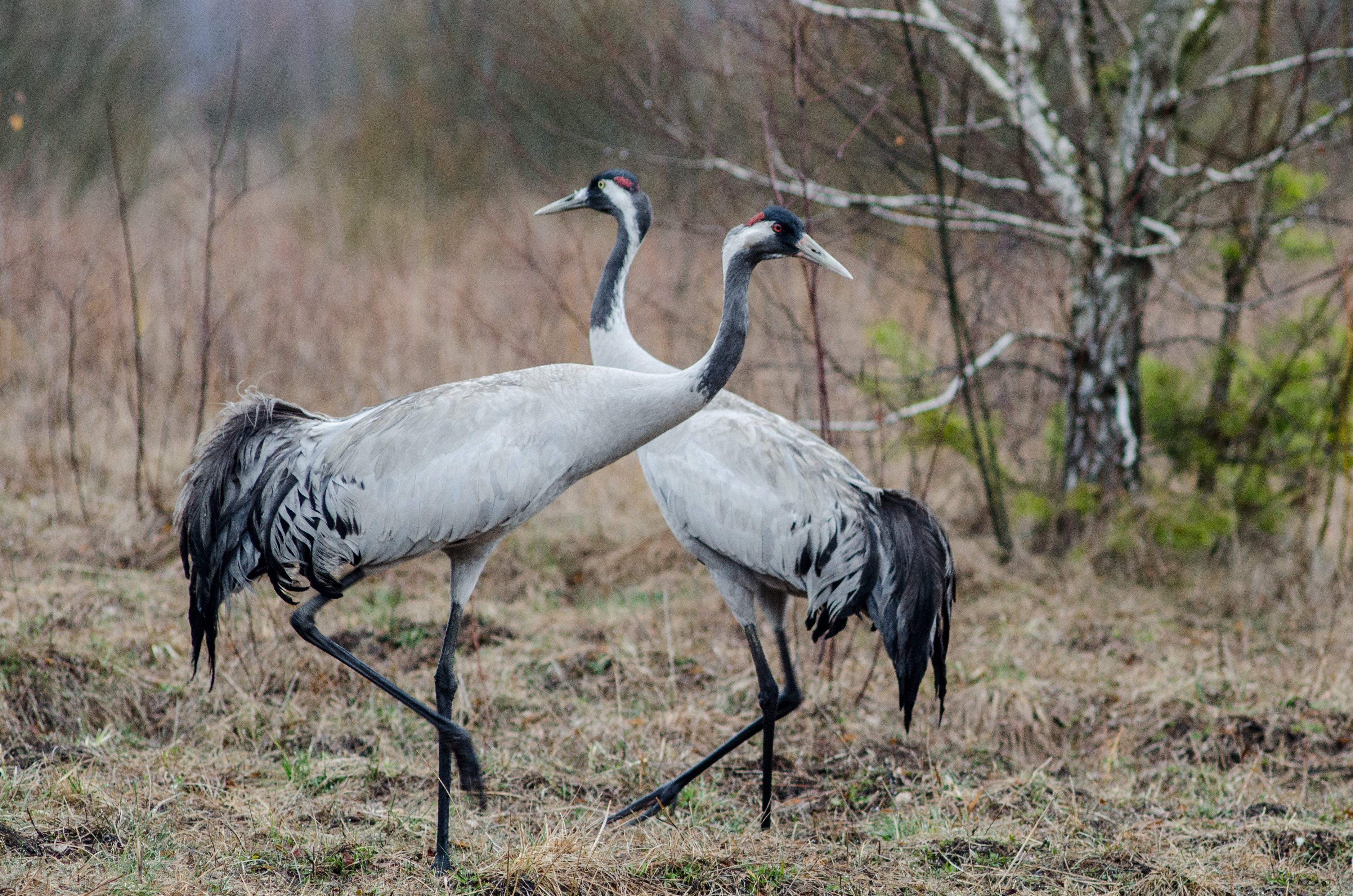
Журавлі на території парку

Згідно з зоогеографічним районуванням України (Щербак, 1988), територія Міжрічинського парку належить до ділянки східноєвропейського мішаного лісу, яка входить до Східноєвропейського округу Бореальної Європейсько-Сибірської підобласті.
В тваринному світі переважають види, екологічно пов'язані з лісами межиріччя, луками і заплавними водоймами Десни та Дніпра, самою Десною та Київським водосховищем, а також окремими населеними пунктами.
Тваринний світ репрезентує фауністичні комплекси цієї частини Полісся. В його складі представлені види, які занесені до Червоної книги України, Європейського та Міжнародного Червоних списків, Бернської конвенції, що охороняються на різних рівнях — від регіонального до міжнародного, а також тварини, що мешкають на південній межі розповсюдження. Із хребетних це такі види, як рись звичайна, чорниш, сорокопуд сірий.
До характерних особливостей фауни парку слід віднести порівняно велику кількість копитних, особливо лося, чисельність якого тут значно вища, ніж на прилеглих територіях. Ще однією особливістю є наявність на даній території великих хижих ссавців — тут постійно мешкають вовк, видра річкова і борсук, регулярно в останні роки розмножується рись звичайна.
Звичайними видами в межах парку є такі рідкісні птахи, як журавель сірий, лелека чорний і сорокопуд сірий. Із хижих птахів тут можна зустріти орлана-білохвоста, підорлика великого і луня польового. На луках та заболочених ділянках звичайним є деркач.
Досить різноманітною і багатою на рідкісні види виявилась і фауна безхребетних тварин, особливо комах.
Своєрідність розташування регіонального ландшафтного парку «Міжрічинський», а саме, його розташування у межиріччі Дніпра і Десни з охопленням їхніх заплав обумовило відносно незначне ландшафтне і, відповідно, біотопічне різноманіття території парку. На даній території переважають вологі листяні заплавні ліси, більш сухі мішані і соснові ліси на борових терасах Дніпра та Десни, а також різноманітні типи водойм з прилеглими до них ділянками лук — саме мешканці цих біотопів і є домінуючими у тваринному світі парку. Оскільки населених пунктів тут небагато, то і кількість представників синантропного комплексу не є значною.

### Лісовий комплекс

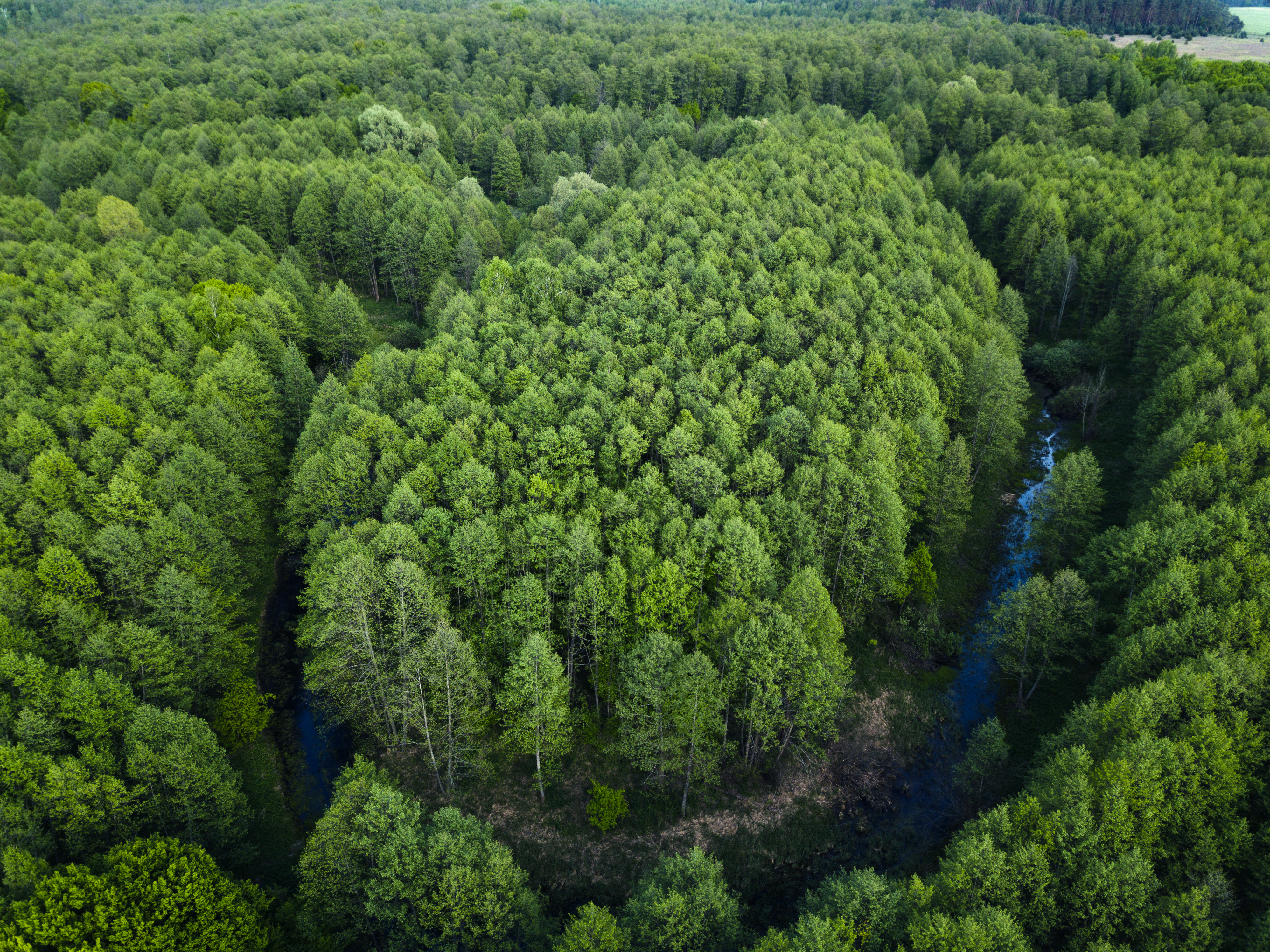
Вид на лісовий масив з повітря

Представлений у заплавних дібровах та вільшняках (з домішкою інших порід в притерасній частині), соснових лісах на терасі і чагарникових заростях на узліссях.
В тваринному населенні лісових масивів значно більшу частку становлять ссавці, які представлені майже всіма рядами наземних ссавців, що мешкають в Україні. З парнокопитних найбільш звичайними на даній території є свиня дика, сарна європейська, лось та олень європейський. В південній частині парку відмічалась лань європейська, яка заходить на територію парку із Київської області; кілька особин даного виду мешкають також у центральній частині парку у напіввільних умовах. Із хижих тварин тут трапляються ласиця, куниця лісова, лисиця звичайна, вовк, а також види, що занесені до Червоної книги України — горностай, та рись звичайна. Комахоїдні та гризуни представлені їжаком звичайним, бурозубкою звичайною, зайцем сірим, вовчками лісовим, сірим та горішниковим, вивіркою звичайною, мишами лісовою, жовтогорлою і полівкою рудою. З лісовою рослинністю пов'язані і ряд видів рукокрилих, таких як: вечірниця руда, нетопир лісовий, нетопир-карлик, кажан пізній — види, що охороняються Червоною книгою України.
Із птахів в лісах найбільш численним та багатим є населення дендрофілів: фоновими видами тут є зяблик, вівчарик-ковалик і дрізд чорний; в меншій кількості трапляються зозуля звичайна, синиця велика, вивільга, вільшанка, дрізд співочий, а також деякі з дуплогніздників — мухоловка строката і дятел великий строкатий. Іноді трапляються жовна, горлиця звичайна, припутень, яструб великий, канюк звичайний, сова сіра, вальдшнеп, вівчарик весняний, зеленяк, сойка і крук; зрідка трапляється осоїд. Для чагарникових заростей на узліссях та галявинах звичайними є такі види як соловейко східний, синиця велика, славки сіра та чорноголова, трапляються також щеврик лісовий, завирушка лісова та деякі інші. Серед рідкісних лісових птахів тут виявлені види занесені до Червоної книги України — тетерук, орлан-білохвіст, підорлики великий і малий, лелека чорний, сич волохатий, сичик-горобець.
Неподалік с. Сорокошичі в мішаному лісі з переважанням старих сосон виявлена моновидова колонія сірих чапель: тут на площі ~0,1 га є близько 70 гнізд, але частина з них вже старі і не жилі.
Герпетофауна лісів представлена 6 видами: у мішаних лісах мешкають гадюка звичайна і веретінниця ламка, в соснових лісах на відкритих сухих слабопогорбованих ділянках оселяється ящірка прудка, а поблизу лісових озерець або боліт трапляються вуж звичайний, ящірка живородна і черепаха болотяна.
Із земноводних в лісових масивах відмічена лише жаба трав'яна, яка нерідко трапляється у вологих місцях з трав'яним покривом. Подальші дослідження, безумовно, виявлять більшу кількість земноводних.

### Водно-болотний комплекс
На території РЛП включає узбережжя та прилеглу акваторію Київського водосховища, залишки колись величезного болотного масиву «Видра», мережу меліоративних каналів, а також стариці, озера і протоки в заплавах Дніпра і Десни.
Нині найбільше різноманіття видів і чисельність хребетних тварин, що тут зустрічаються, спостерігається на заплавних водоймах і Десні. Ще донедавна не менш населеним вважалось і Київське водосховище — його плеса, прибережні зарості та острови були місцем гніздування багатьох видів гідрофільних птахів фауни України, а під час сезонних міграцій — й місцем відпочинку та годівлі для численних зграй пролітних птахів. Проте, в останні десятиріччя екологічна ситуація на водосховищі змінилась Заростання його берегів, островів та мілководь призвело до зникнення місць гніздування різних видів куликів, мартинів та крячків; щорічне «цвітіння» води викликає різке зниження кількості кисню в ній, що веде до зменшення кількості планктону і загибелі риби від задухи — тобто значно погіршилась кормова база для тварин, які тут мешкали. Вплинула на склад фауни водосховища і аварія на ЧАЕС. Все вище наведене сприяло зменшенню як чисельності, так і кількості видів хребетних, що населяють Київське водосховище та його узбережжя.
Найбільшою за кількістю і різноманіттям групою хребетних тварин цих біотопів є риби — вони мешкають у Київському водосховищі та Десні, з яких під час весняної повені заходять у стариці та прируслові озера, поповнюючи їх іхтіофауну. До найчисленніших видів риб відносяться щука, плітка, пічкур звичайний, верховодка та окунь, менш звичайними є краснопірка, лин, густера, лящ, карасі срібний та золотий, короп, судак, синець, чехоня та йорж. Зустрічаються тут і види, які занесені до Червоної книги України: стерлядь прісноводна, ялець звичайний, гольян озерний, марена дніпровська, карась золотий, минь річковий, йорж-носар.
Другою за чисельністю групою є птахи. Орнітофауну цих біотопів становлять переважно види, що мешкають в заростях вищої водної рослинності: найбільш типовими серед них є чаплі велика біла та сіра, крижень, крячок чорний; в меншій кількості зустрічаються лиска, курочка водяна, бугай, чирок-тріскунок, крячок світлокрилий. В заростях очерету гніздяться лунь болотний і деякі горобині птахи — кобилочка солов'їна, очеретянки велика та ставкова. Над водними плесами озер та Десни полюють мартин звичайний і крячок річковий. На Київському водосховищі можна побачити лебедя-шипуна, баклана великого і мартина сріблястого (два останні види гніздяться на одному з островів в межах парку). Трапляється тут і орлан-білохвіст, занесений до Червоної книги України. В берегових схилах роблять свої нори-гнізда ластівка берегова і рибалочка голубий. У пошуках їжі береги водойм відвідують різні види куликів — чайка, травник, зуйок малий і перевізник, а також деякі види горобиних — плиска біла, ремез, ґава. Іноді на березі Десни або водосховища зустрічається кулик-сорока — вид, занесений до Червоної книги України.
Ссавці водно-болотного комплексу представлені напівводними видами, з яких найбільш численним є полівка водяна. Для заболочених вільшняків характерною є кутора звичайна. У старицях, невеликих протоках або меліоративних каналах можуть оселятися ондатра і бобер, зрідка — видра річкова (занесена до Червоної книги України). У пошуках їжі узбережжя заплавних водойм відвідують норка американська та єнот уссурійський. Над водоймами полюють на нічних комах багато видів кажанів (які нині занесені до Червоної книги України) — вечірниця руда, нічниці водяна, вусата і ставкова.
Плазуни згаданих біотопів представлені лише вужем звичайним і черепахою болотяною, які зустрічаються в старицях.
Фауна земноводних — більш численна. Тут зустрічаються тритони гребенястий і звичайний, жаби їстівна, озерна і ставкова. В період розмноження видовий склад земноводних поповнюється часничнецею, кумкою червоночеревою, рахкавкою, гостромордою жабою, ропухами зеленою та сірою.
Болота значно бідніші за своїм фауністичним складом, ніж водойми з відкритими плесами. У кількісному відношенні тут панують ссавці: найбільш характерними серед них є лось, кабан, єнот уссурійський, норка американська, ондатра і полівка водяна; на меліоративних каналах оселяється бобер річковий. Птахи цього біотопу представлені гаїчкою чорноголовою, очеретянкою чагарниковою і вівсянкою очеретяною; крім того, на глухих ділянках лісових боліт зустрічаються червонокнижні види — журавель сірий, лелека чорний, тетерук, сова болотяна, які тут гніздяться. Плазуни цього біотопу представлені вужем звичайним, черепахою болотяною і ящіркою живородящою, а земноводні — жабами зеленою та трав'яною.
При створенні Київського водосховища заплава Дніпра на цій території була затоплена аж до борової тераси. Тому нині заплавні луки розташовані майже виключно вздовж Десни, де переважають справжні луки. Типовими мешканцями цих біотопів є плиска жовта, чекан лучний, очеретянка лучна, жайворонок польовий та перепілка звичайна; нерідко трапляється деркач, занесений до Європейського червоного списку.
Деревно-чагарникові зарості, які в невеликій кількості тут зростають (особливо вздовж берегів заплавних водойм та стариць) є притулком для славок (сірої, садової та чорноголової), синиці великої, вівсянки звичайної, зяблика, зеленяка, щиглика, коноплянки, соловейка, синьошийки, одуда, сороки, ґави та ін.; іноді трапляються тут горобець польовий і завирушка лісова. У пошуках їжі ці луки відвідують лелека білий, сорокопуд-жулан, бджолоїдка звичайна, лунь болотний, канюк звичайний, ластівки сільська та берегова, зрідка — шуліка рудий, шуліка чорний, луні польовий, лучний і степовий (занесені до Червоної книги України). Із ссавців типовими тутешніми мешканцями є кріт європейський і заєць-русак, полювати на яких сюди іноді з лісу забігає лисиця; зрідка трапляється бурозубка звичайна, яка полює тут на безхребетних та мишовидних гризунів. Плазуни цього біотопу представлені єдиним видом — ящіркою прудкою, яка оселяється на сухих піщаних підвищеннях.
За складом фауни болотисті луки трохи схожі з болотами, проте тут трапляється менше гідрофільних видів. Звичайними для цих лук є очеретянка лучна, вівсянка очеретяна, деркач, ґава і сорока; рідше зустрічаються щеврик лучний, щиглик, чечевиця і ремез. Тут гніздяться такі види куликів, як чайка, травник та бекас, іноді може траплятись також чорниш. Годуватись на болотисті луки прилітають лелека білий, чаплі велика біла та сіра, сорокопуд-жулан, а також зрідка 2 червонокнижні види — сорокопуд сірий і дуже рідкісний лелека чорний. Із найбільш типових ссавців на болотистих луках відмічається свиня дика, хоча іноді в пошуках їжі сюди можуть заходити єнот уссурійський, лисиця звичайна і заєць сірий; іноді трапляються сліди життєдіяльності крота європейського. З плазунів тут мешкає вуж звичайний, а земноводні представлені жабою трав'яною і райка (зрідка).

### Синантропний комплекс
Синантропний комплекс не відрізняється великим видовим різноманіттям. Більшість тварин, які до нього відносяться, тісно пов'язані з життєдіяльністю людини, а деякі з них в природних біотопах практично не трапляються. Із ссавців найбільш типовими синантропами є миша хатня та пацюк сірий, що мешкають в людських спорудах; в околицях населених пунктів також зустрічаються тхір чорний та куниця кам'яна. Серед синантропних видів птахів найбільш численними є горобці хатній та польовий, ластівка сільська; звичайними є голуб сизий, горлиця кільчаста і шпак; у невеликій кількості тут зустрічаються лелека білий, плиска біла, галка, горихвістка чорна. Із земноводних на городах місцевих жителів відмічається часничниця звичайна.

## Стан охорони біорізноманіття

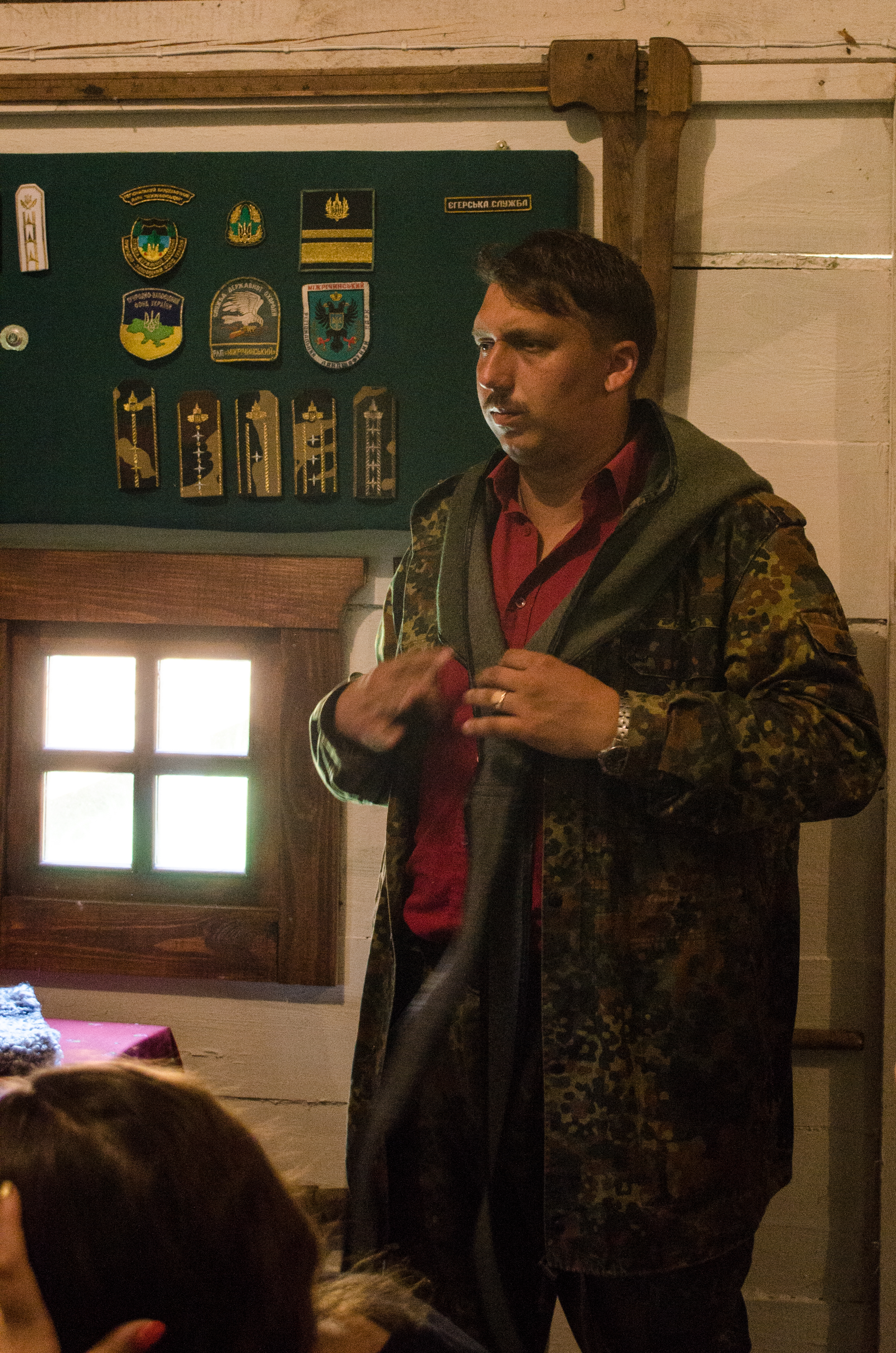
Директор парку А. В. Сагайдак

В Міжрічинському регіональному ландшафтному парку розташоване болото Бондарівське. Площа болота — 1300 га і воно входить до заповідної зони парку. До кінця 1980-х років на болоті здійснювалися покоси трави, очерету, заготівля деревини, полювання, риболовля. В кінці 1980-х років тут було створено гідрологічний заказник, а з 2002 р/ — болото Бондарівське увійшло в заповідну зону створеного Міжрічинського регіонального ландшафтного парку. За пропозицією А. Сагайдака, який раніше очолював даний парк, на території болота було заборонено будь-яку господарську діяльність. Охоронному режиму болота сприяє військовий полігон, що розташований поруч, і відсутність поблизу сіл (останнє село було виселено в 1958 р.), а також те, що дана заповідна зона вдало розташована в самому центрі парку, який займає площу 78 тис. га).
Організація заповідного режиму на болоті Бондарівське дуже позитивно позначилася на зростанні чисельності фонових, раритетних і рідкісних видів. Якщо в 1970-х роках тут було виявлено гніздування тільки однієї пари сірого журавля (вид, занесений до Червоної книги України), то останнім часом кількість гнізд доходить до 7. А на прольоті тут накопичується до 300 сірих журавлів. Як тільки болото перестало відвідуватися людьми і тут було припинено рубки і сінокоси, то відразу з'явилися гніздування інших птахів, занесених до Червоної книги України — чорного лелеки (6 гнізд), змієїда (1 гніздо), великого і  малого подорликів (3 гнізда), тетерева — близько 20 гнізд. Збільшила свою чисельність занесена до Червоної книги України видра (зараз є 3 пари), з'явилася занесена до Червоної книги України рись (1-2 звіра).
Заповідне болото стало улюбленим місцем зимового стійбища лося (у 2009 р. тут спостерігалося 76 лосів) — найбільше стійбище в Чернігівській області. До отримання заповідного статусу на болоті Бондарівське лось був рідкісним.

### Території природно-заповідного фонду у складі РЛП «Міжрічинський»
Нерідко, оголошенню національного парку або заповідника передує створення одного або кількох об'єктів природно-заповідного фонду місцевого значення. В результаті, великий РЛП фактично поглинає раніше створені ПЗФ. Проте їхній статус зазвичай зберігають.
До складу території регіонального ландшафтного парку «Міжрічинський» входять такі об'єкти ПЗФ України:
- Гідрологічна пам'ятка природи загальнодержавного значення «Озеро Святе»
- Ботанічний заказник місцевого значення «Ревунівське»
- Гідрологічний заказник місцевого значення «Видра»
- Гідрологічний заказник місцевого значення «Видра-II»
- Гідрологічний заказник місцевого значення «Шеберівське»
- Гідрологічний заказник місцевого значення «Гатка»
- Гідрологічний заказник місцевого значення «Приморське»
- Гідрологічний заказник місцевого значення «Бондарівське болото»
- Гідрологічний заказник місцевого значення «Звіринець»
- Ландшафтний заказник місцевого значення «Сорокошицький лісовий масив»
- Заповідне урочище «Псьолів острів»
- Зоологічна пам'ятка природи місцевого значення «Сорокошицький чапельник»
- Ботанічна пам'ятка природи місцевого значення «Дуб Косачівський»
- Гідрологічна пам'ятка природи місцевого значення «Озеро Солонецьке»
- Заповідне урочище місцевого значення «В'юнище»

## Галерея

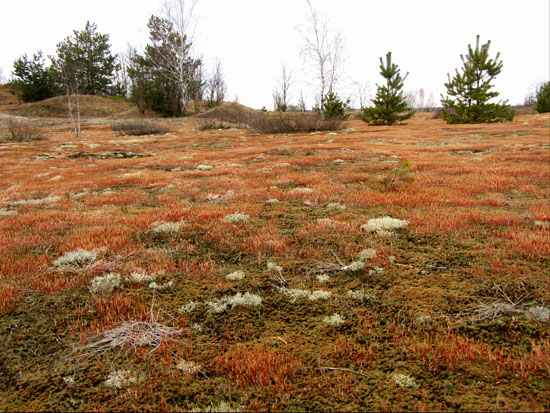
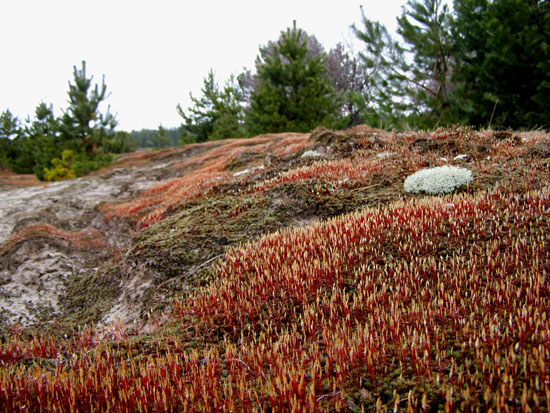
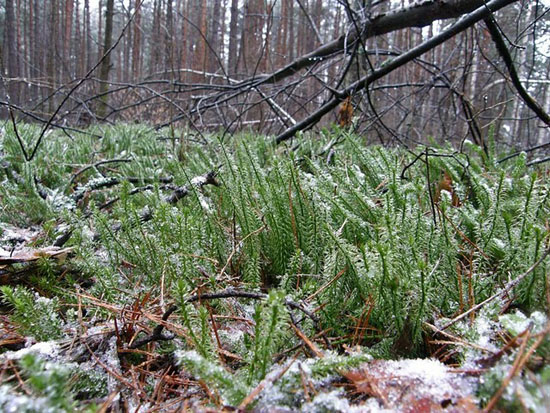
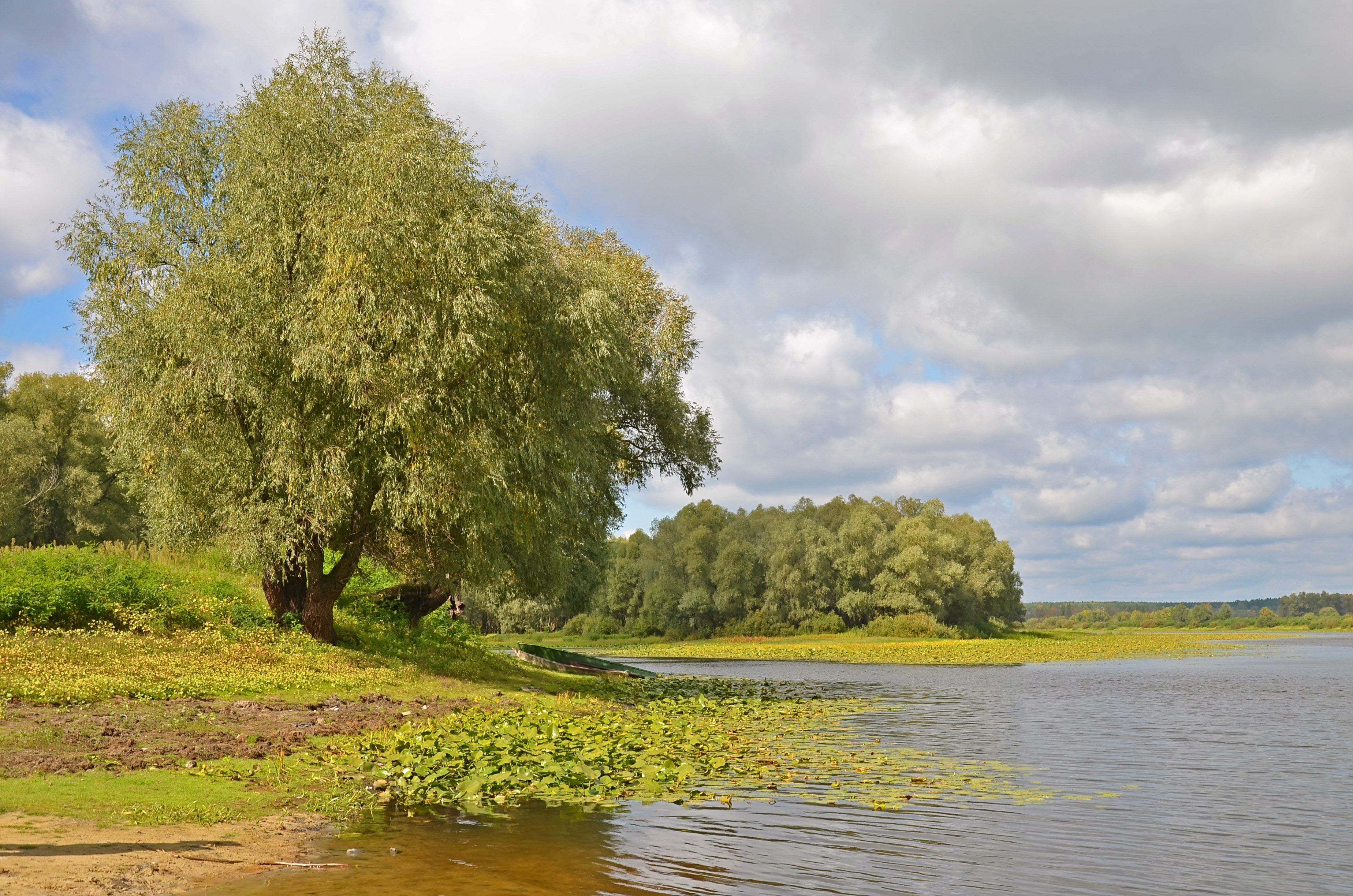
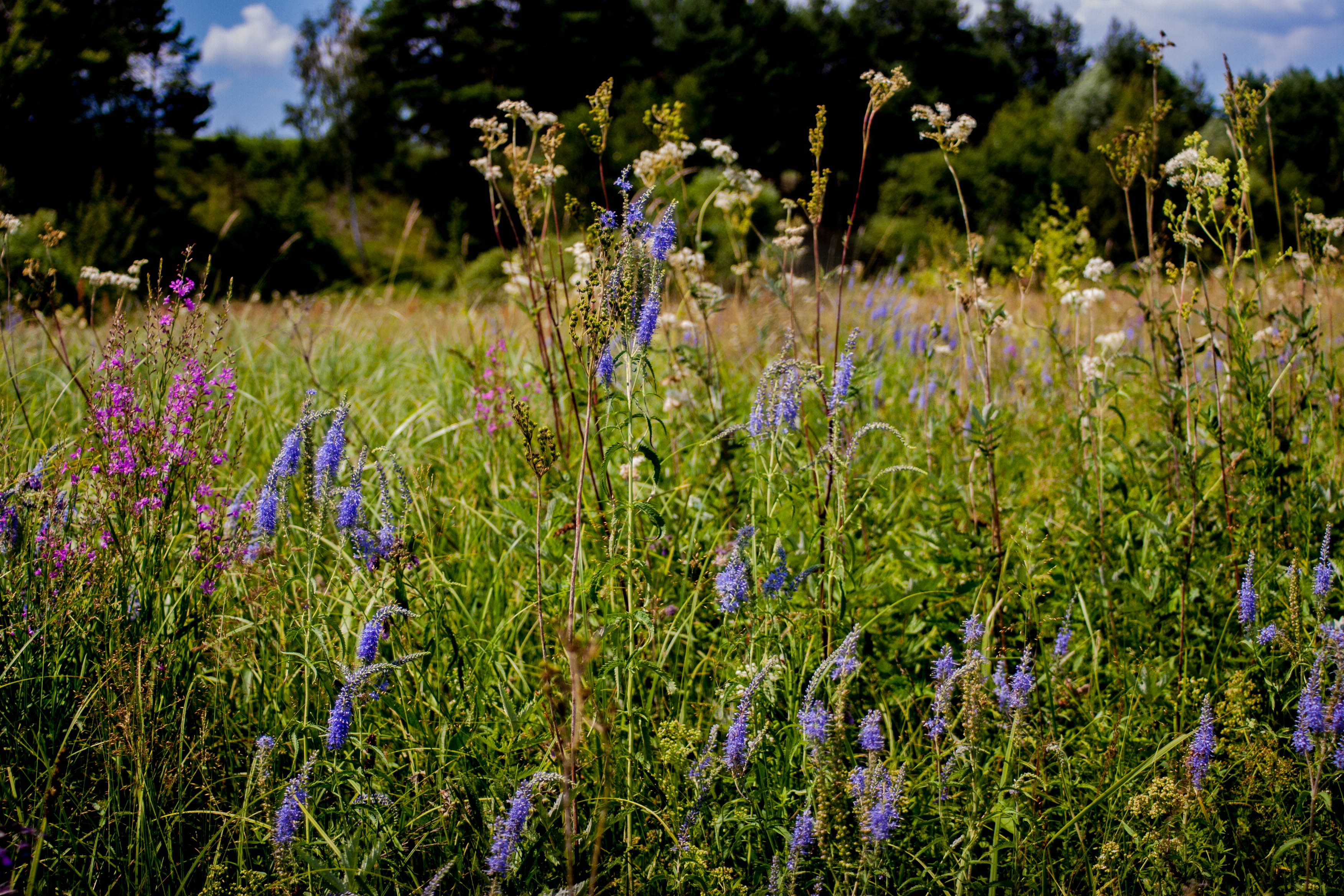
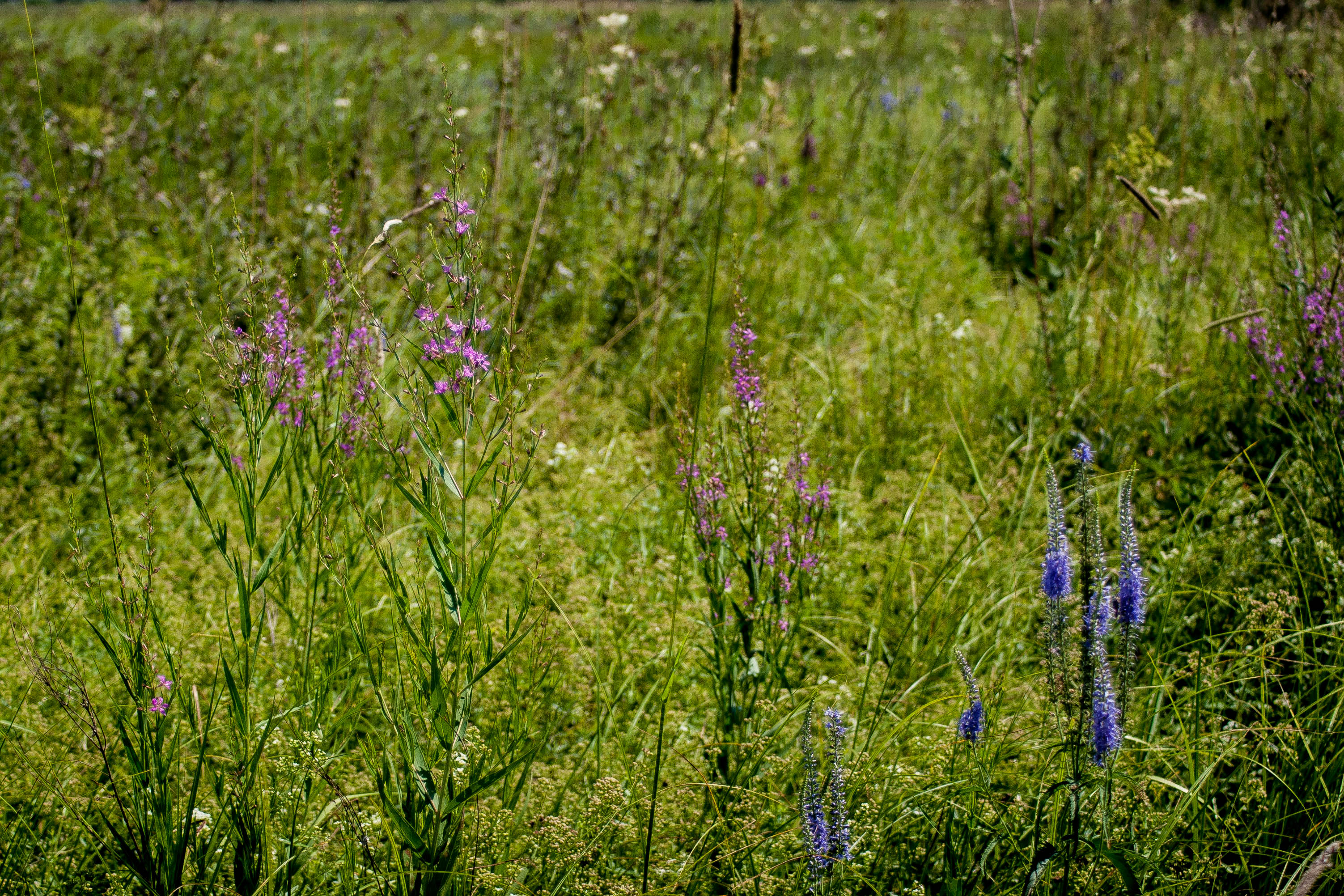
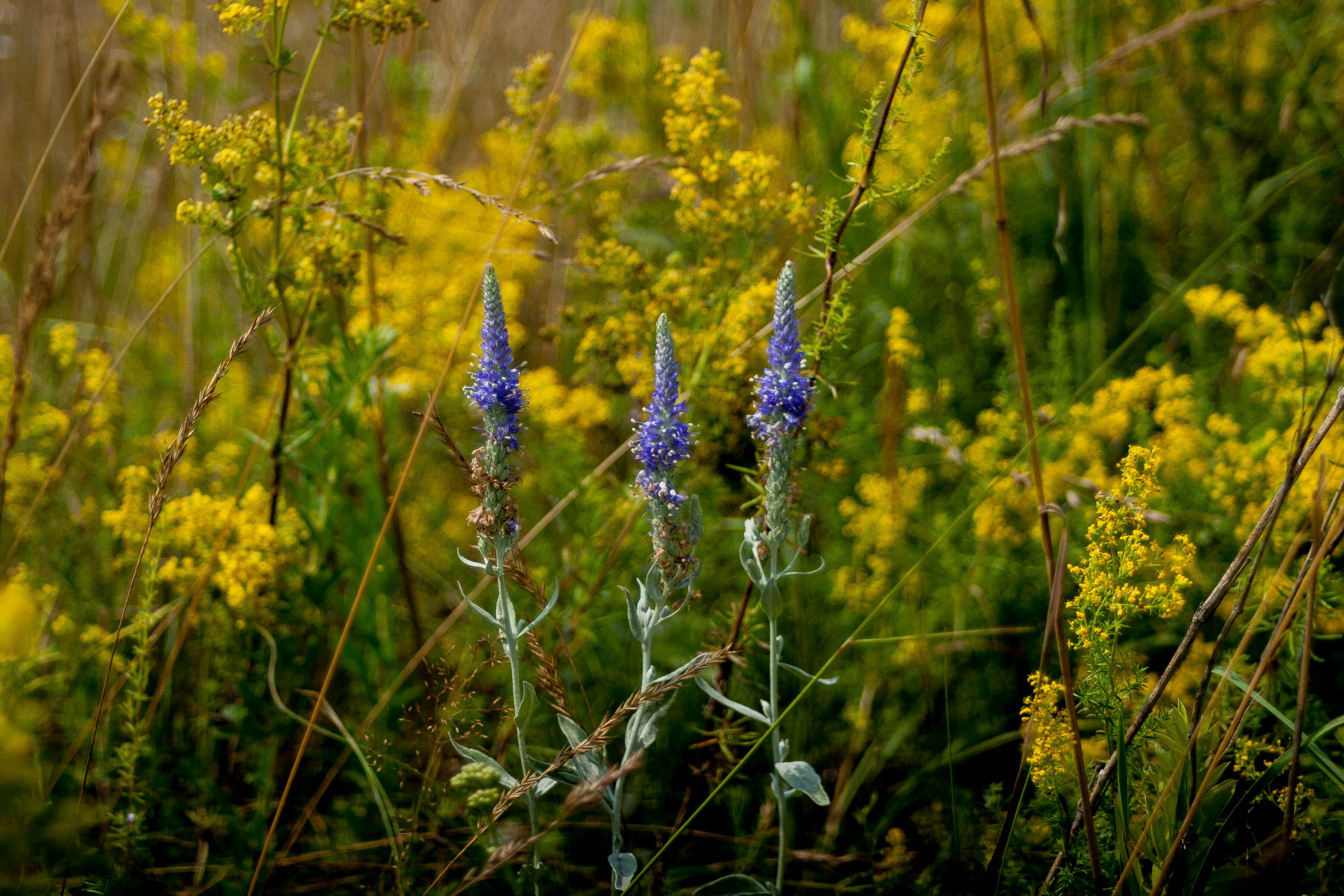
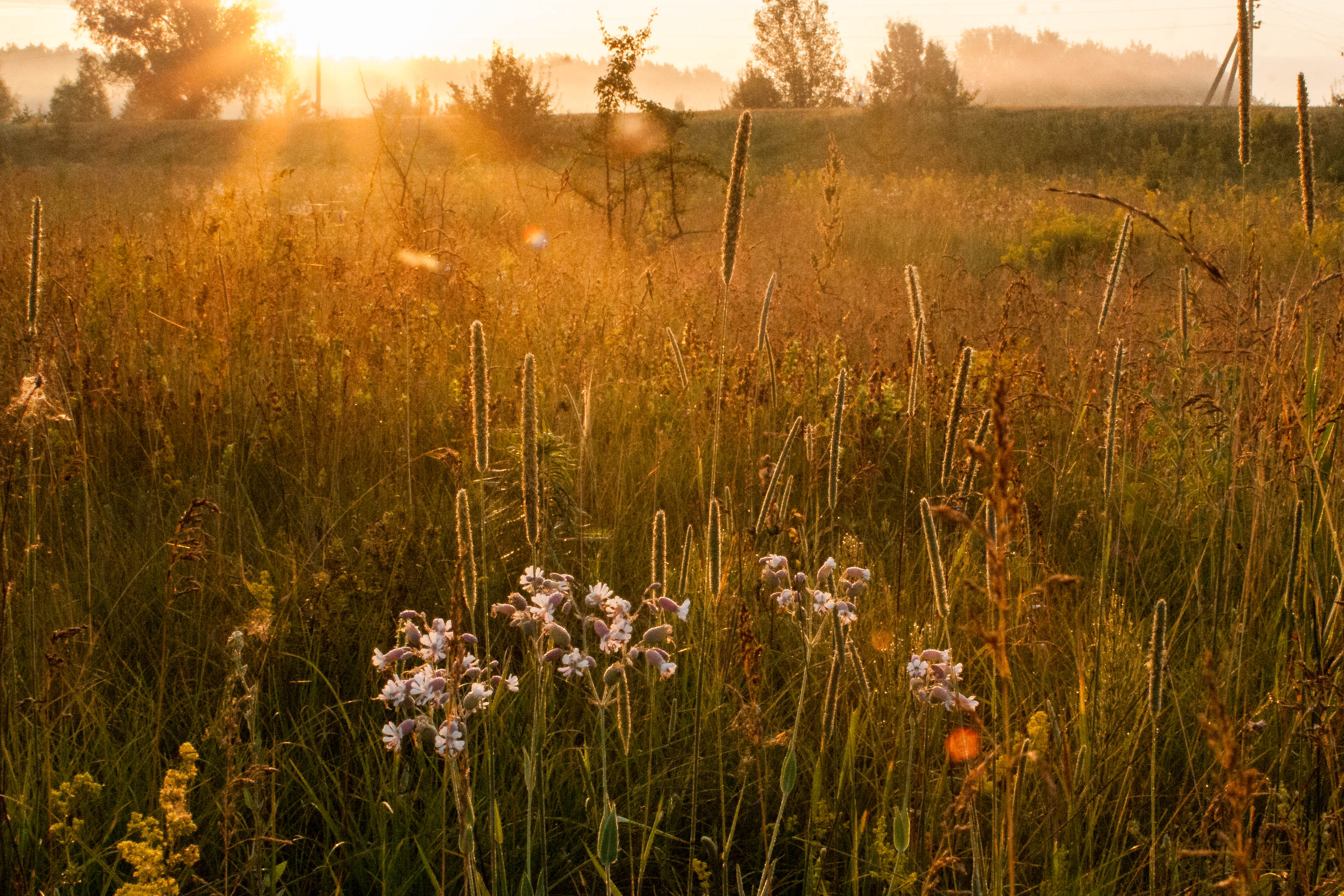

## Контакти
Адреса: селище Десна, Козелецький район, Чернігівська область, 17024
В.о. директора Сергій Кошовий

## Ресурси Інтернету
- Між двома річками, між двома військовими полігонами, Україна Інкогніта
- Регіональний ландшафтний парк «Міжрічинський». Фотозвіт, Україна Інкогніта
- Екостежка «Журавлинна» Зелена хвиля
- Проект "Екостежка «Журавлинна» визнано найкращим Labprice
- Царство лісів і боліт
- 10 років РЛП «Міжрічинський» Національним паркам — бути!
- Екскурсія в Міжрічинський парк Турклуб Гряда
- Моніторинг хижих птахів РЛП Міжрічинський Український центр досліджень хижих птахів
- Відео про Міжрічинський парк Чернігівський обласний портал

## Виноски
1. 1 2 3  Борейко В. Е. Положительный опыт влияния заповедности и заповедных зон на охрану биоразнообразия http://ecoethics.ru/polozhitelnyiy-opyit-vliyaniya-zapovednosti-i-zapovednyih-zon-na-ohranu-bioraznoobraziya-2/#more-10035 [Архівовано 12 січня 2015 у Wayback Machine.]